# Myriophyllum alterniflorum
Espèce
Classification APG III (2009)
Statut de conservation UICN

 LC  : Préoccupation mineure
Myriophyllum alterniflorum, de nom commun Myriophylle à fleurs alternes, est une espèce de plantes aquatique vivace du genre Myriophyllum, de la famille des Haloragaceae.

## Description

### Appareil végétatif

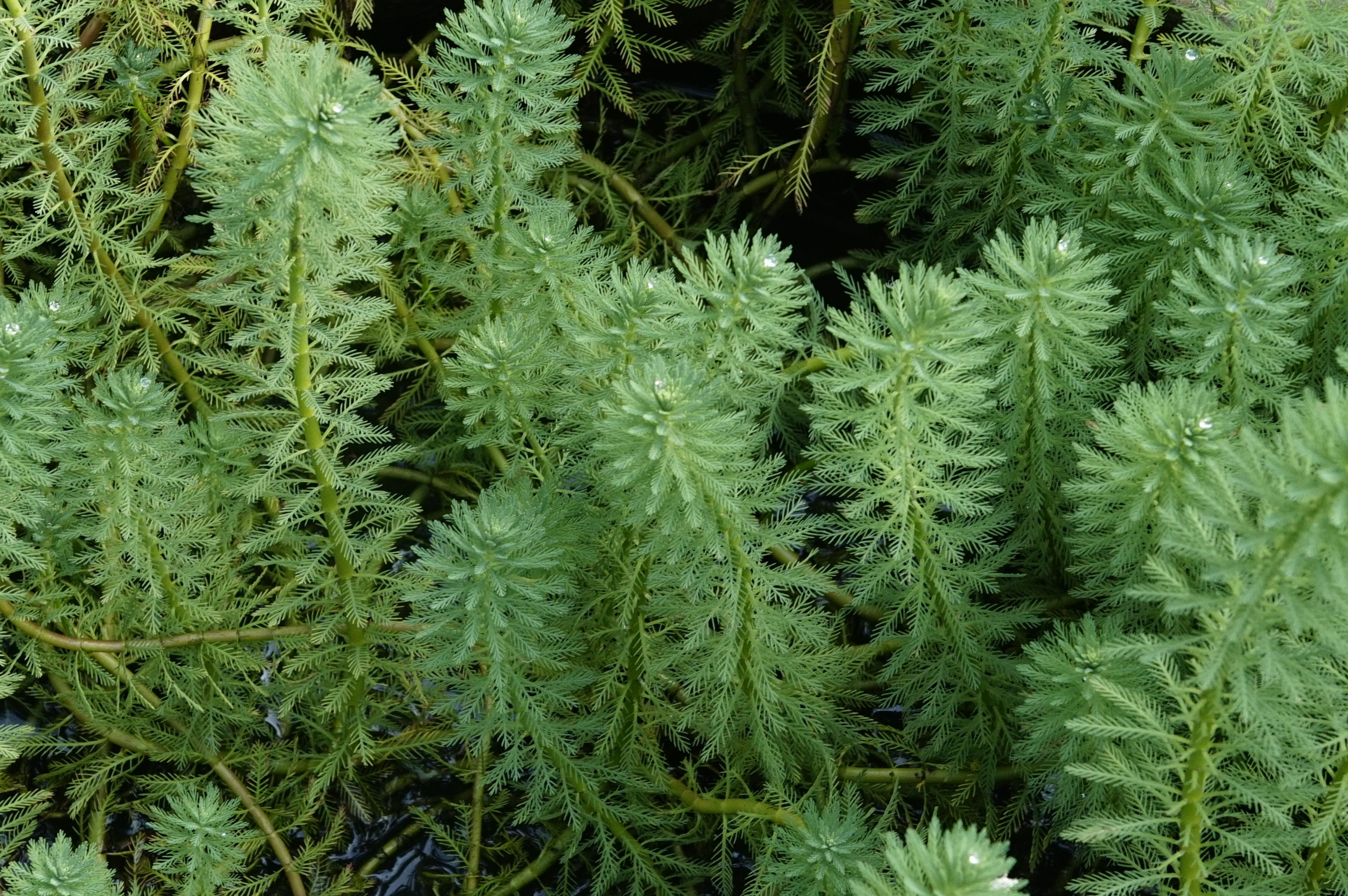
Touffes.

C'est une plante grêle, à tiges flottantes pouvant atteindre 1 m de longueur. les feuilles submergées sont verticillées par 3 à 5, généralement aussi longues que les entrenoeuds, constituées de 8 à 18 segments capillaires et mous.

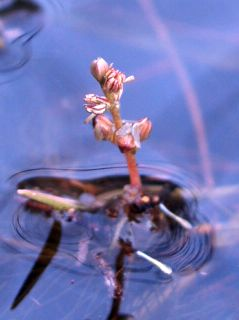
Jeune pousse.

### Appareil reproducteur
L'inflorescence est aérienne, à l'extrémité redressée de tiges dont les feuilles sont de taille sensiblement réduite ; les fleurs en épi pauciflore, jaunâtres striées de rouge, sont alternes et très réduites ; unisexuées, les inférieures femelles  ont les pétales avortés ; les supérieures mâles ont 4 pétales. Les bractées florales se réduisent de la base au sommet ; l'épi se termine par des fleurs. Le fruit est une capsule très petite, conique et tronquée.

## Caractéristiques
C'est une plante hydrophyte dont la pollinisation est assurée par le vent et la dispersion des graines par l'eau, parfois par les oiseaux. La floraison a lieu de Juillet à Septembre

## Habitat et écologie
Cette espèce, qui vit essentiellement dans les tourbières, lacs, étangs ou rivières de montagne avec eaux très claires, exige des eaux fraîches (pas plus de 20 °C), très douces (craint le calcaire), acides (pH 5 à 7, mais maximum à 6,5 de préférence), un sol riche en tourbe et une exposition bien ensoleillée. Elle pousse jusqu'à 1000 m d'altitude.

## Répartition
C'est une espèce européenne, présente du Portugal et de la Sicile jusqu'en Laponie et en Russie, même au Groenland. Elle est également considérée comme indigène en Amérique du Nord. En France, on la retrouve çà et là, surtout dans les régions cristallines, mais elle est généralement assez rare ; elle est absente de la région méditerranéenne, mais présente dans les montagnes corses.

## Utilisation
Les myriophylles peuvent servir de plantes ornementales dans les bassins.

## Synonymes
- Myriophyllum alterniflorum DC. var. alterniflorum
- Myriophyllum alterniflorum var. americanum Pugsley, 1938
- Myriophyllum alternifolium Macoun, 1894
- Myriophyllum verticillatum subsp. alterniflorum (DC.) Bonnier & Layens, 1894[5]